# Blue Hole (Ägypten)

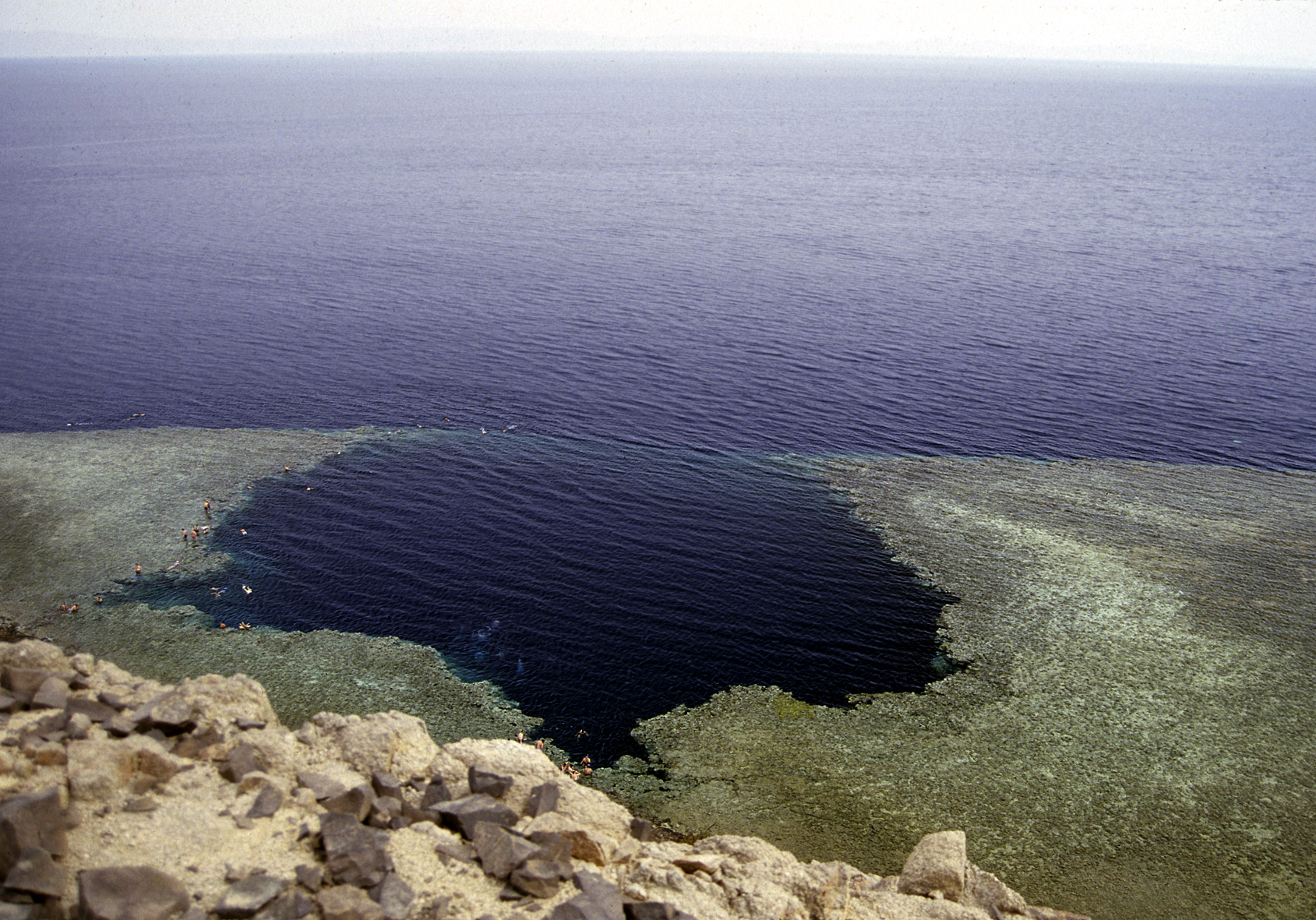
Blue Hole von oben (in der Bildmitte der Sattel genannte Übergang zum Außenriff)

Das Blue Hole (englisch für ‚Blaues Loch‘) ist ein Loch im Dach des Küstensaumriffs an der ägyptischen Küste des Roten Meeres und ein beliebter Tauchplatz. Es liegt 10 km nördlich von Dahab an der Ostküste der Sinai-Halbinsel am Golf von Aqaba. Wegen zahlreicher Unfälle wird das Blue Hole oft als gefährlichster Tauchplatz der Welt bezeichnet.

## Allgemein

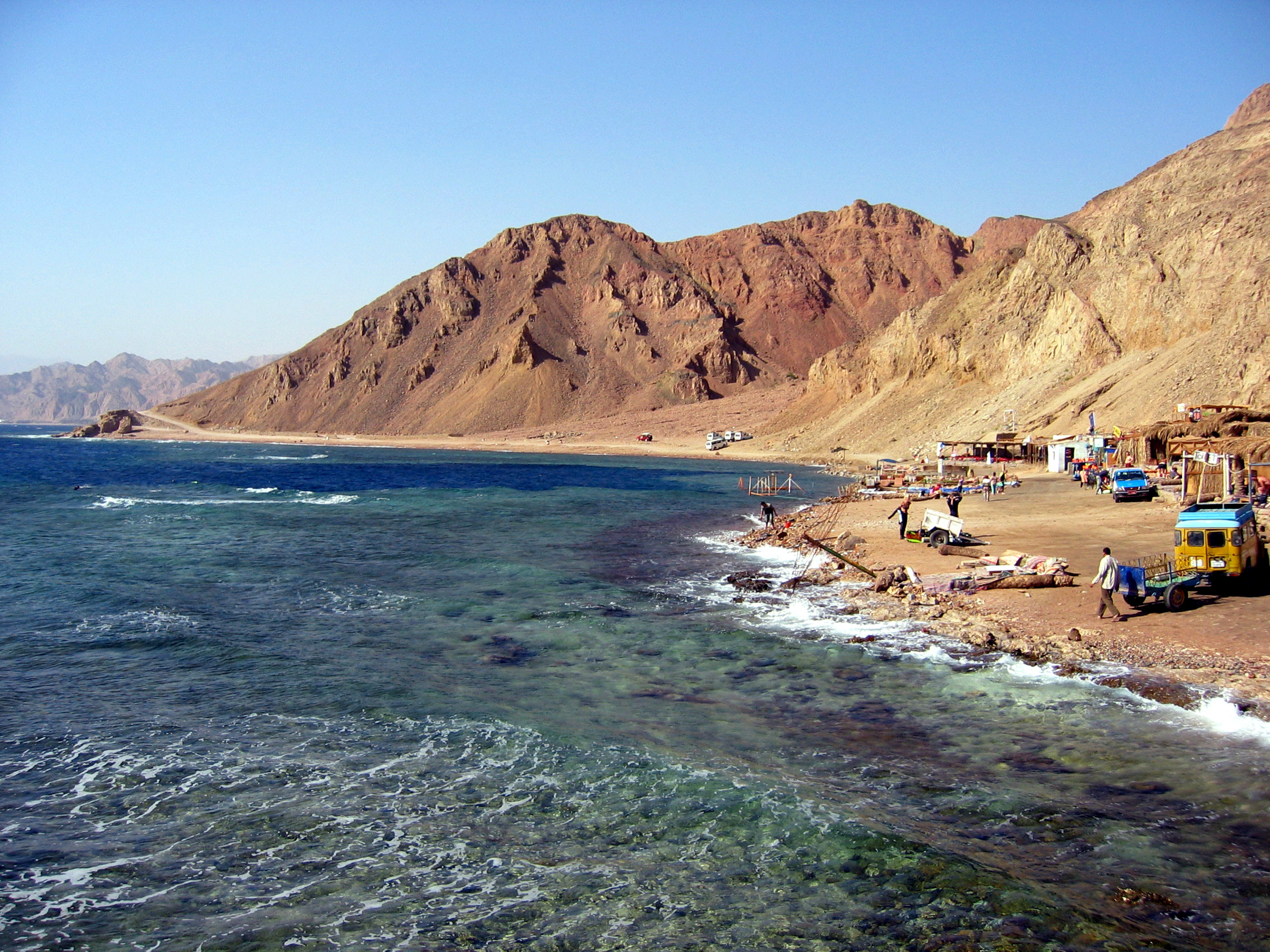
Sinaiküste am Blue Hole

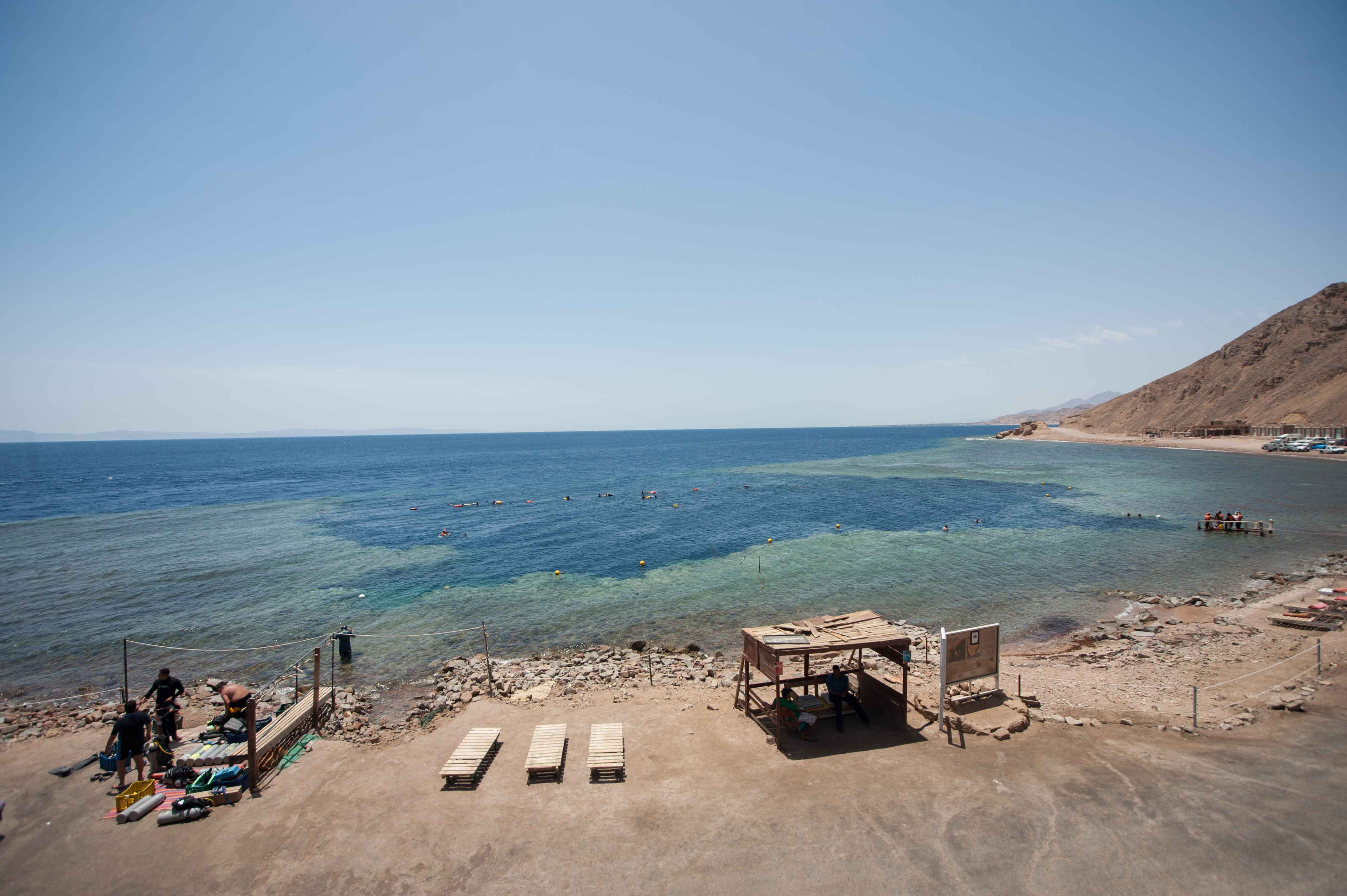
Blue Hole, rechts der Ein- und Ausstieg

Das Blue Hole ist ein großes Loch im Riffdach des Küstensaumriffes, welches senkrecht in Tiefen von 70 m bis 110 m abfällt. Es hat einen Durchmesser von 50 bis 65 m. Der Sattel genannte Übergang des Blue Hole zum offenen Roten Meer liegt auf ungefähr 6 m Tiefe.
Innerhalb des Blue Holes gibt es heute nur noch überwiegend abgestorbene Korallen und vergleichsweise wenig anderes maritimes Leben. Auch ist das Wasser durch den gezeitenbedingten Abfluss vom Riffdach meist eingetrübt und nicht selten mit Plastiktüten und ähnlichem Dreck vermüllt; die durchschnittliche Sichtweite beträgt etwa 15 bis 25 m. Die touristisch geführten Tauch- und Schnorcheltripps werden deshalb überwiegend außerhalb des Blue Holes am Außenriff begonnen und über den „Sattel“ zurück ins Blue Hole durchgeführt. Als Einstieg dient zumeist der Tauchplatz Bells, der sich etwa 150 m nordöstlich vom Blue Hole befindet; der Ausstieg erfolgt üblicherweise im Blue Hole.
Die kleine Bucht zählt zu den bekanntesten touristischen Attraktionen Ägyptens und wird deshalb zu fast jeder Jahreszeit von unzähligen Touristen besucht. Vorgeblich um die Anzahl der Besucher und damit die Schäden durch den Massenansturm zu begrenzen, wurde das Gebiet durch die ägyptischen Behörden 2019 zum Naturreservat erklärt. Die Zufahrt zum Bluehole bekam dafür u. a. einen Checkpoint für den Verkauf von Eintrittskarten, einen riesigen Parkplatz für Reisebusse und Autos, sowie zwei stählerne Landungsbrücken für Boote und Ausflugsschiffe für die Weiterreise in den Nationalpark Ras Abu Galum.

## The Arch bzw. die Kathedrale

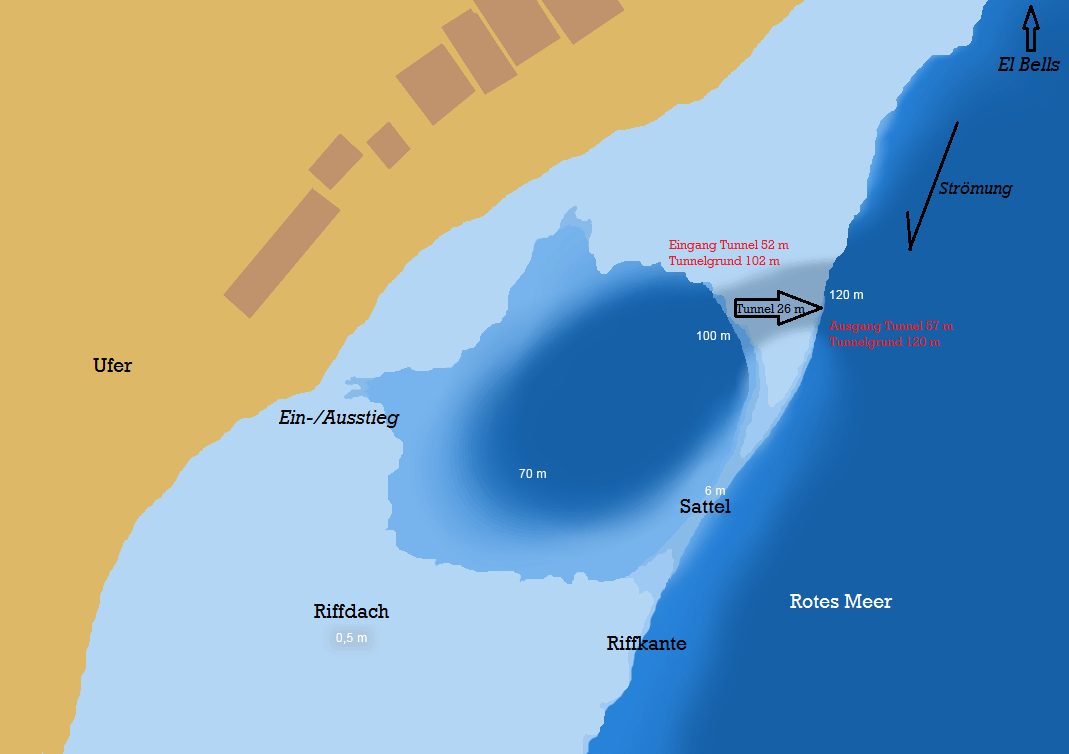
Lageplan des Tunnels The Arch

Das Blue Hole weist unter Wasser eine Verbindung zum offenen Meer auf, die wegen ihrer Form als The Arch (englisch für ‚der Bogen‘) oder auch als Kathedrale bezeichnet wird. Der Durchlass reicht vom Grund des Blue Hole von etwa 102 m Tiefe hinauf auf circa 52 m Tiefe; am Außenriff erstreckt er sich zwischen ungefähr 120 m Maximal- und 57 m Minimaltiefe. Am oberen Ende (bei rund 55 m Tiefe) ist der Durchlass nur wenige Meter breit. Der Tunnel ist rund 26 m lang. Auch an der Außenkante bildet das Korallenriff einen nahezu senkrechten Steilabfall, der sich unterhalb des Ausgangs des Blue Hole als steiler Hang bis in über 250 m Tiefe fortsetzt.
Das Durchtauchen des Durchbruchs vom Blue Hole zum Außenriff gilt als gefährlich. Es ist nicht möglich, ohne die im Sporttauchen üblichen Tiefengrenzen der Tauchsportverbände (30 bzw. 40 Meter) zu überschreiten, und sollte im Tieftauchen erfahrenen bzw. technischen Tauchern mit speziellem Atemgasgemisch (Trimix) sowie adäquater Tauchausrüstung vorbehalten sein. Selbst für erfahrene Taucher stellt das Durchtauchen nicht zuletzt aufgrund unkalkulierbarer Strömungsverhältnisse (u. a. gelegentlich auftretende Abwärtsströmungen) ein erhebliches Risiko dar. Ein oder mehrere unvorhergesehene Probleme können dann im Zusammenhang mit dem in dieser Tiefe stark eingeschränkten Urteils- und Reaktionsvermögen (siehe Tiefenrausch) schnell zu einer lebensbedrohenden Ereigniskette führen.
Mehrere trainierte Apnoetaucher haben The Arch ohne mitgeführtes Atemgas mit angehaltenem Atem in zwei bis drei Minuten durchtaucht. Als erstes soll dies 2003 dem Österreicher Herbert Nitsch gelungen sein. Des Weiteren sind unter anderen die Russin Natalja Moltschanowa (2005) und der Deutsche Andreas Güldner (2006) durch den Durchbruch getaucht. Im Juni 2007 tauchte der Kanadier William Winram als erster ohne Flossen durch den Tunnel.  Der Neuseeländer William Trubridge tauchte im Juli 2007 als erster ohne Flossen, Tauchanzug und Gewichte durch The Arch.

## Tödliche Tauchunfälle

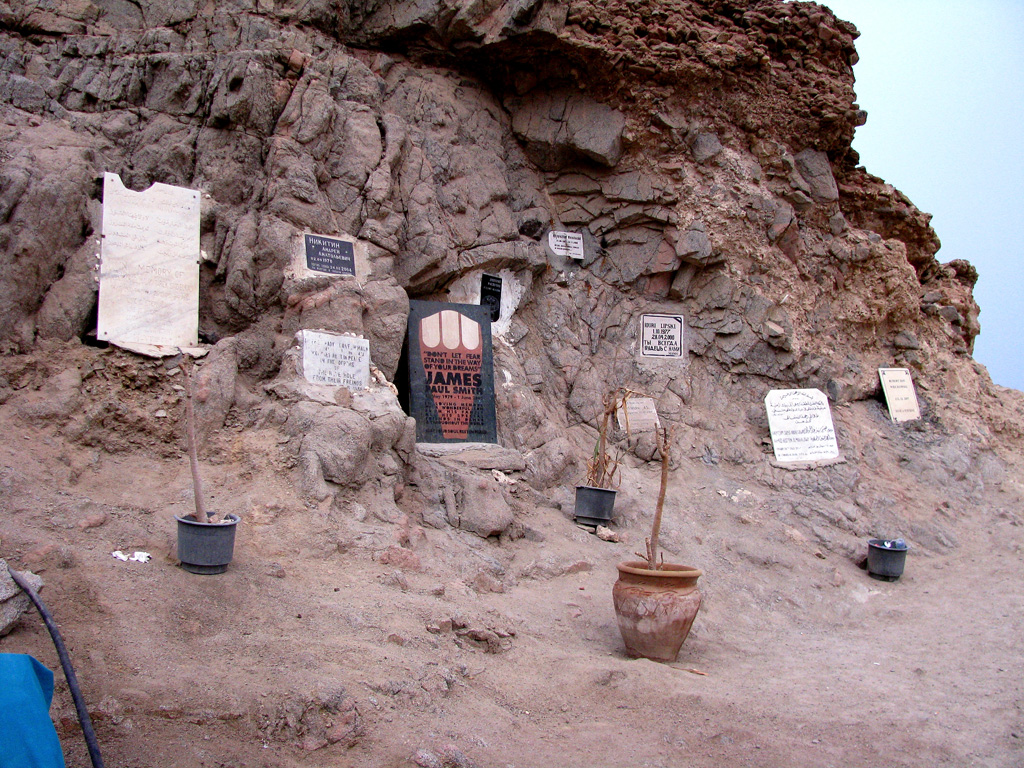
Gedenktafeln (2008)

Zwischen 1997, dem Beginn der offiziellen Zählung, und 2011 sind nach Angaben der ägyptischen Behörden insgesamt 130 Taucher im Blue Hole tödlich verunglückt. Schätzungen gehen von circa 300 Todesfällen an diesem Tauchplatz seit Beginn des Tauchtourismus Anfang der 1980er-Jahre aus. Die meisten Toten, fast ausschließlich Männer und erfahrene Taucher, blieben verschollen. Vermutlich ist das Blue Hole der Tauchplatz mit den meisten tödlich verunglückten Tauchern weltweit. Verunglückte Taucher sinken meist bis auf den abfallenden, sandigen Boden; die meisten Leichen liegen zwischen 100 und 120 m Tiefe. Bergungen sind entsprechend aufwendig.
An der die Bucht in nördlicher Richtung begrenzenden Felswand sind mehrere Gedenktafeln für hier tödlich verunglückte Taucher angebracht. Darunter auch für Yuri Lipski, der im Jahr 2000 im Alter von 22 Jahren bei einer Tiefe von rund 90 Metern unter der Wasseroberfläche mit einer Videokamera seinen eigenen Tod festhielt.